# Despina Olympiou
Despina Olympiou, född 1975 i Limassol, är en cypriotisk sångerska.

## Karriär

### Eurovision Song Contest 2013
Den 1 februari 2013 blev det klart att hon kommer att representera Cypern i Eurovision Song Contest 2013 i Malmö i Sverige.

## Diskografi

### Album
- 2000 - Ton Mation sou i Kalimera
- 2003 - Vale Mousiki
- 2004 - Exoume Logo
- 2005 - Auto ine Agapi
- 2007 - Pes to Dinata
- 2008 - Pes to Dinata (Ny version)
- 2009 - Mia stigmi
- 2013 - Mikra mistika (Ej släppt ännu)